# 傅寶誼
傅寶誼（英語：Theresa Fu，1984年9月22日—），原名傅穎，別名傅莉盈，香港女歌手及演員，女子組合Cookies成員。最初是兼職模特兒，於2002年正式出道成為歌手。除音樂方面的發展，她還涉獵拍電影、拍廣告以及出書等，現已推出七本個人書籍。

## 生平
2001年，17歲的傅穎參加由Yes!所舉辦的「城市驚喜」欄目，被模特兒公司Talent Bang發掘，並簽約成為公司旗下模特兒，不時為香港各大雜誌拍攝照片，亦參與拍攝一些平面廣告及電視廣告。
2002年，在Talent Bang的引薦下，傅穎參與了香港百代唱片的受訓，最終成功加入該公司，成為一名歌手。同年6月，正式以組合Cookies成員的身份出道。隨組合推出首張EP《Happy Birthday》，推出後未到10天已接近金唱片銷量，賣到斷市。同年首次參與電影的拍攝，在電影《九個女仔一隻鬼》中飾演辣椒。同年推出第二張EP《Merry X'Mas》，在年底樂壇各大頒獎禮中，Cookies獲得新城勁爆頒獎禮「勁爆新登場組合」銀獎、叱咤樂壇頒獎禮「叱咤樂壇生力軍組合」銅獎、十大勁歌金曲頒獎典禮「最受歡迎新組合」銅獎、十大中文金曲頒獎典禮「最有前途新人組合」銀獎、IFPI香港唱片銷量大獎「全年最高銷量新組合」、PM夏日人氣歌手頒獎禮「人氣女子組合」等獎項。
2003年，有「金牌經理人」之稱的黃柏高有意向百代唱片買下Cookies的經理人合約，但其感興趣的只有部分成員。同年3月，Cookies正式由九人變成四人，並以四人姿態加盟金牌娛樂（後金牌大風），四人包括傅穎、鄧麗欣、楊愛瑾及吳雨霏，重組後大受歡迎，同年推出新專輯《All The Best》。在年底樂壇各大頒獎禮中，Cookies獲得新城勁爆頒獎禮「勁爆人氣組合」、十大勁歌金曲頒獎典禮「最受歡迎廣告歌曲大獎銀獎」、雪碧榜「網絡人氣組合」、PM第三屆樂壇頒獎禮「實力人氣女子組合」、兒歌金曲開心嘉年華「最受歡迎兒歌金曲」銅獎等獎項。
2004年8月30日，舉辦首場組合演唱會。12月，推出專輯《4 In Love》。同年年底樂壇各大頒獎禮中，Cookies獲得十大勁歌金曲頒獎典禮「最受歡迎組合獎」銀獎、新城勁爆頒獎禮「勁爆組合」&「勁爆跳舞歌曲」、PM第三屆樂壇頒獎禮「實力人氣女子組合」、四台聯頒音樂大獎等獎項。
2005年3月，Cookies以單飛不解散姿態作個人發展，傅穎以拍攝電影及廣告為主。
2006年，傅穎開始參與個人創作，推出首本繪本散文集《甜蜜蜜》。
2007年7月，傅穎推出首張個人唱片《My Cup of T》，成為繼鄧麗欣、吳雨霏後第三位推出個人唱片的Cookies成員，並於香港書展推出繪本散文集《T with Sunshine》及畫冊《Life is beautiful》。其中《T with Sunshine》於書展中有優越的銷售數字，於數天間賣出近5,000本，成為「香港書展十大暢銷書之一」。
2008年夏季，傅穎於香港書展推出個人大碟《Smiling》，並附送她的寫真集《Gracious》及《Sensuous》，反應熱烈。其大碟連寫真集推出首天已賣出3,000本，在短短一星期更大賣接近15,000本，獲得金唱片銷量，並再度成為「香港書展十大暢銷書之一」。
2009年2月，傅穎推出唱片《Dearest》，首批訂單已有1萬張，她當時的老闆黃柏高更讚她是「公司銷量第一歌手」。
2009年10月，傅穎公開宣佈正式簽約加盟星皓娛樂，離開金牌大風。
2010年9月，傅穎因吸入防蚊煙霧引致氣管敏感，之後又連續多晚通宵拍電影，令病情一發不可收拾，聲帶喉嚨發炎。經診治後，醫生指她疲勞過度，導致兩條聲帶不能正常閉合，出現漏氣，連說話高中低音都失控，甚至嚴重至失聲，病情一直沒有好轉，歌唱事業被迫叫停。
2011年8月，傅穎趁出發往北京發展前，在微博上發表文章，首度承認與羅仲謙的戀情，一年半來復合又分手。羅仲謙在當天臨時舉行記者會交代事件。據知，傅穎與羅仲謙這次復合，經理人公司星皓娛樂事前毫不知情，星皓娛樂對此極為不滿，決定取消傅穎北京所有工作，並被星皓娛樂老闆王海峰下令把她雪藏，羅仲謙則未受影響如常工作。
2013年2月，加盟台灣達騰娛樂，香港及中國大陸的經紀公司仍是星皓娛樂负责。
2014年5月，傅穎與经纪公司星皓結束合约，回复自由身，並表示无意再签约经理人。
2015年2月，傅颖在大陸電視劇《午夜蝴蝶》饰演第二单元女主角廖国香一角更是成为近期观众热议的对象。
2016年6月，傅穎回歸樂壇推出新歌《最好是你》，首次參與填詞。隔月再推出國語單曲《最近好嗎》，感謝歌迷不離不棄。
2020年，傅穎演出ViuTV第二部「原創劇」《熟女強人》。劇中傅穎饰演一名女同性戀者Charley關始立，與吳千語饰演的Jouer林可兒的同性戀情成為熱話。同年10月推出国语新歌《我和你的如果》更充當剪輯師，剪輯MV花絮視頻。
2024年9月22日，傅穎於40歲生日當日經社交平台表示改名為傅寶誼，並張貼了與Cookies隊友楊愛瑾一同慶祝生日的合照。

## 音樂作品

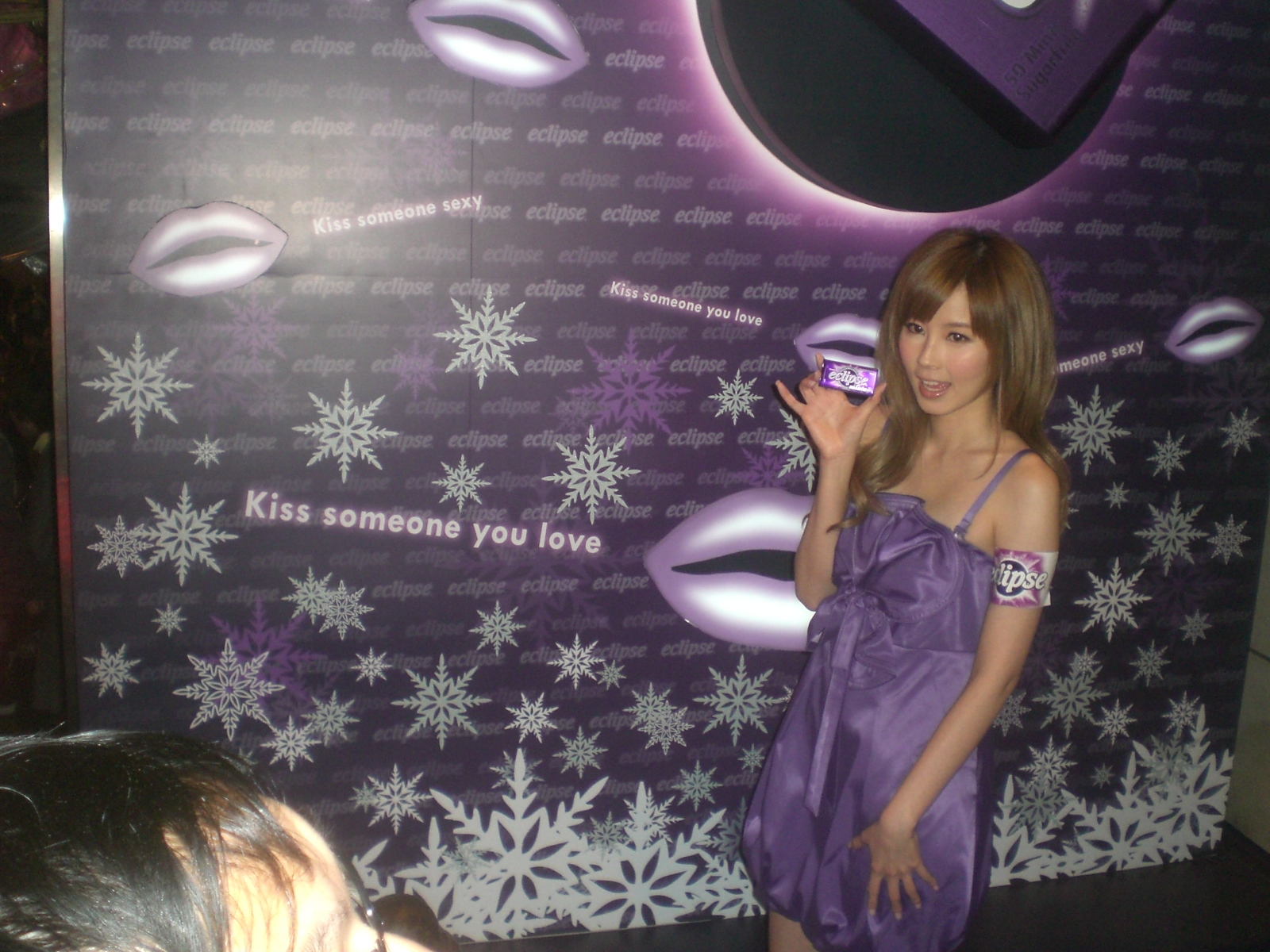
傅穎在中環蘭桂坊出席商品宣傳活動（2009年）

### 個人時期

#### 單曲
| 發行日期       | 歌曲               | 備註                       |
| -------------- | ------------------ | -------------------------- |
| 2015年10月2日  | OKOK               | 與林琳合唱                 |
| 2016年6月22日  | 最好是你           | 首次參與填詞               |
| 2016年7月28日  | 最近好嗎           |                            |
| 2020年10月28日 | 我和你的如果       | 參與填詞                   |
| 2021年8月10日  | 後來的你我         |                            |
| 2021年9月6日   | 寫給無情人的情書   |                            |
| 2021年10月6日  | 根本故事都跟我無關 | 《寫給無情人的情書》粵語版 |

#### 專輯
| 專輯 # | 專輯名稱              | 專輯類型 | 發行公司 | 發行日期       | 曲目 |
| ------ | --------------------- | -------- | -------- | -------------- | --- |
| 1st    | My Cup of T           | EP       | 金牌娛樂 | 2007年7月18日  | 曲目 1. 今日：晴 2. 不能哭了 3. 身體語言 4. 時間囊 5. 你是灰色的 6. My Cup of Tea |
| 1st    | My Cup of T（特別版） | EP       | 金牌娛樂 | 2007年9月10日  | 曲目 CD 1. 今日：晴 2. 不能哭了 3. 身體語言 4. 時間囊 5. 你是灰色的 6. My Cup of Tea DVD 1. 今日：晴 MV 2. 不能哭了 MV 3. 身體語言 MV 4. 時間囊 MV 5. 你是灰色的 MV 6. My Cup of Tea MV                                                                                              |
| 2nd    | Smiling               | 大碟     | 金牌娛樂 | 2008年7月23日  | 曲目 1. 悲劇女孩！？ 2. 誰羨慕像我這樣強的人 3. 珠光寶氣 4. 大難不死 5. 世界真愛少 6. 親親 7. Smiling 8. 有效日期 9. 愛敵人（傅穎、傅珮嘉、李漢@Ping Pung） 10. 你在哪裡？（國語）                                                                                                   |
| 2nd    | Smiling（遊樂版）     | 大碟     | 金牌娛樂 | 2008年8月15日  | 曲目 CD 1. 悲劇女孩！？ 2. 誰羨慕像我這樣強的人 3. 珠光寶氣 4. 大難不死 5. 世界真愛少 6. 親親 7. Smiling 8. 有效日期 9. 愛敵人（傅穎、傅珮嘉、李漢@Ping Pung） 10. 你在哪裡？（國語） DVD 1. 誰羨慕像我這樣強的人 MV 2. 悲劇女孩!? MV 3. Smiling MV 4. 愛敵人 MV 5. 日本遊樂園全紀錄 |
| 3rd    | Dearest               | EP       | 金牌娛樂 | 2009年2月13日  | 曲目 CD 1. 第一顆流星 2. 畫紙上的戒指（傅穎、小肥） 3. 花吃了這女孩 4. 太想愛 5. 她的小小愛情 DVD 1. Before My Dearest 愛情短片 2. 第一顆流星 MV 3. 畫紙上的戒指 MV 4. 花吃了這女孩 MV                                                                                               |
| 4th    | All About Theresa     | 精選     | 金牌娛樂 | 2010年12月16日 | 曲目 1. 誰羨慕像我這樣強的人 2. 花吃了這女孩 3. 時間囊 4. 身體語言 5. 畫紙上的戒指（傅穎/小肥） 6. 悲劇女孩！？ 7. 不能哭了 8. My Cup of Tea 9. 第一顆流星 10. 大難不死 11. 親親 12. Smiling 13. 有效日期 14. 你是灰色的 15. 愛敵人（傅穎、傅珮嘉、李漢@Ping Pung） 16. 今日：晴     |
| 5th    | Metamorphosis         | EP       | 星皓娛樂 | 2010年12月20日 | 曲目 CD 1. 加加夫人 2. 黑房 3. 無敵 DVD 1. 加加夫人 MV（White Version） 2. 黑房 MV 3. 無敵 MV 4. 加加夫人 MV（Black Version） |

#### 影視／廣告歌曲
| 發行日期       | 歌曲         | 電影/電視劇/廣告           | 收錄專輯           | 備註                                             |
| -------------- | ------------ | -------------------------- | ------------------ | ------------------------------------------------ |
| 2003年10月24日 | 世界之大     | 《35知己大家樂見》廣告曲   | 《True》           | 與方力申、李彩樺、鄧健泓、楊愛瑾合唱             |
| 2005年5月27日  | 自欺欺人     | 《中原電器》廣告曲         | 《Be Good》        | 與方力申合唱                                     |
| 2005年12月19日 | 冷靜熱情之間 | 《中原電器》廣告曲         | 《在你遙遠的附近》 | 與方力申、鄧麗欣合唱                             |
| 2008年8月27日  | 夢之歷險     | 《夢之歷險Online》主題曲   | 《金牌主題曲》     |                                                  |
| 2010年10月15日 | 無敵         | 《魔俠傳之唐吉可德》主題曲 | 《Metamorphosis》  | 《加加夫人》國語版                               |
| 2013年10月8日  | 北鼻麻吉     | 電視劇《七個朋友》主題曲   | 不適用             | 與付辛博、任容萱、劉忻、陳奕、沈建宏、唐振剛合唱 |

#### 其他歌曲
| 發行日期      | 歌曲     | 收錄專輯       | 備註           |
| ------------- | -------- | -------------- | -------------- |
| 2007年6月14日 | 自作多情 | 《金牌醇音樂》 | 翻唱周慧敏歌曲 |

## 派台歌曲成績
註：組合名義的派台歌，請參閱Cookies之頁面。
| 四台上榜歌曲最高位置 | 四台上榜歌曲最高位置 | 四台上榜歌曲最高位置 | 四台上榜歌曲最高位置 | 四台上榜歌曲最高位置 | 四台上榜歌曲最高位置 | 四台上榜歌曲最高位置         |
| -------------------- | -------------------- | -------------------- | -------------------- | -------------------- | -------------------- | ---------------------------- |
| 大碟                 | 歌曲                 | 903                  | RTHK                 | 997                  | TVB                  | 備註                         |
| 2004年               |                      |                      |                      |                      |                      |                              |
| 4play                | 親朋勿友             | -                    | 13                   | 14                   | 7                    | 與鄧麗欣合唱                 |
| 2005年               |                      |                      |                      |                      |                      |                              |
| Be Good              | 自欺欺人             | -                    | 15                   | 14                   | -                    | 與方力申合唱                 |
| 2007年               |                      |                      |                      |                      |                      |                              |
| My Cup of T          | My Cup of Tea        | -                    | 14                   | 3                    | -                    |                              |
| My Cup of T          | 身體語言             | -                    | -                    | 6                    | -                    |                              |
| 2008年               |                      |                      |                      |                      |                      |                              |
| Smiling              | 誰羡慕像我這樣強的人 | -                    | -                    | 3                    | -                    |                              |
| Smiling              | 愛敵人               | -                    | -                    | -                    | -                    | 與傅珮嘉、李漢@Ping Pung合唱 |
| 2009年               |                      |                      |                      |                      |                      |                              |
| Dearest              | 花吃了這女孩         | 18                   | -                    | -                    | -                    |                              |
| Dearest              | 畫紙上的戒指         | -                    | 11                   | 4                    | -                    | 與小肥合唱                   |
| 2010年               |                      |                      |                      |                      |                      |                              |
| Metamorphosis        | 加加夫人             | -                    | -                    | -                    | -                    |                              |
| Metamorphosis        | 黑房                 | -                    | -                    | -                    | -                    |                              |
| 2016年               |                      |                      |                      |                      |                      |                              |
|                      | 最好是你             | -                    | -                    | -                    | -                    |                              |

| 各台冠軍歌總數 | 各台冠軍歌總數 | 各台冠軍歌總數 | 各台冠軍歌總數 | 各台冠軍歌總數    |
| -------------- | -------------- | -------------- | -------------- | ----------------- |
| 903            | RTHK           | 997            | TVB            | 備註              |
| 0              | 0              | 0              | 0              | 四台冠軍歌總數：0 |

## 演出作品

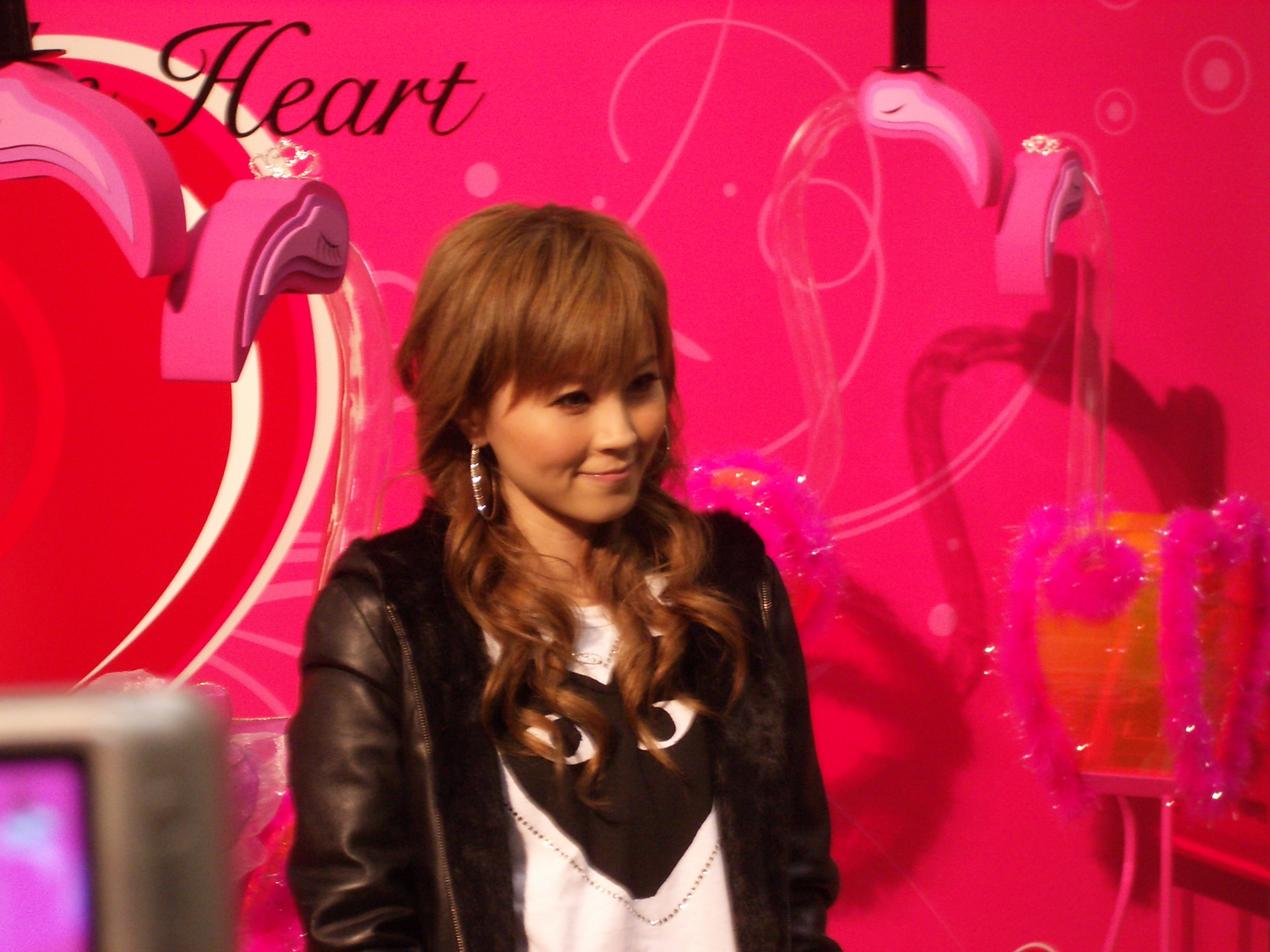
傅穎（2008年）

### 電視劇（中國大陸及台灣）
| 年度   | 劇名              | 飾演         | 備註       |
| ------ | ----------------- | ------------ | ---------- |
| 2014年 | 《七個朋友》      | 傅真希       | 主角之一   |
| 2015年 | 《午夜蝴蝶》      | 廖国香       | 單元女主角 |
| 2015年 | 《芙蓉锦》        | 匡鳳妮       | 配角       |
| 2016年 | 《望夫成龍》      | 钱媛媛       | 配角       |
| 2016年 | 《蘭陵王妃》      | 阿史那皇后   | 客串       |
| 2017年 | 《通天狄仁傑》    | 王皇后       | 配角       |
| 2019年 | 《新龍門客棧 》   | 贤王妃英观琪 | 配角       |
| 2021年 | 《武當一劍》      | 何玉燕       | 配角       |
| 2022年 | 《祝卿好》        | 張芸         | 配角       |
| 2022年 | 《東北插班生》    | 安老師       | 配角       |
| 待播   | 《京港愛情故事 》 |              | 配角       |

### 電視劇（無線電視）
| 年度   | 劇名                               | 飾演         | 備註     |
| ------ | ---------------------------------- | ------------ | -------- |
| 2003年 | 《當四葉草碰上劍尖時》             | 烹飪學會同學 | 客串     |
| 2003年 | 《戀愛自由式》                     | 溫柔         | 主角之一 |
| 2005年 | 《奇幻潮》（第二集「羨慕死人」）   | 張佩佩       | 單元主角 |
| 2007年 | 《廉政行動2007》（第四集「過界」） | 張麗珊       | 單元主角 |

### 電視劇（其他）
| 年度   | 頻道     | 劇名                             | 飾演   | 备注           |
| ------ | -------- | -------------------------------- | ------ | -------------- |
| 2011年 | 香港电台 | 《一屋住家人》之順風車和悠長嫁期 | 梁靜儀 | 單元七和八主角 |
| 2020年 | ViuTV    | 《熟女强人》                     | 關始立 | 女主角之一     |

### 電影
- 截至現時為止曾參與22電影演出，以上映日期依次序排列，如下：

| 年度   | 戲名                                               | 飾演         | 備註 |
| ------ | -------------------------------------------------- | ------------ | ---- |
| 2002年 | 《九個女仔一隻鬼》（Nine Girls and a Ghost）       | 辣椒         | 主角 |
| 2003年 | 《百分百感覺2003》（Feel 100% 2003）               | Jenny        | 主角 |
| 2004年 | 《失驚無神》（Dating Death）                       | 阿淑         | 主角 |
| 2005年 | 《龍咁威II之皇母娘娘呢？》（Dragon Reloaded 2）    | 女警         | 客串 |
| 2005年 | 《春田花花同學會》（McDull, The Alumni）           | 小食亭女店員 | 客串 |
| 2005年 | 《雀聖》（Kung Fu Mahjong）                        | 雪兒         | 主角 |
| 2006年 | 《至尊無賴》（Undercover Hidden Dragon）           | 莊情         | 主角 |
| 2006年 | 《獨家試愛》（Marriage With A Fool）               | 阿琪         | 客串 |
| 2006年 | 《戀愛初歌》（Love @ first note）                  | Philo        | 客串 |
| 2006年 | 《黑拳》（Fatal Contact）                          | 徐志         | 主角 |
| 2006年 | 《三分鐘先生》（Mr. 3 Minutes）                    | 花花         | 客串 |
| 2007年 | 《校墓處》（The Haunted School）                   | 何逸敏       | 主角 |
| 2009年 | 《家有囍事2009》（All's Well End's Well 2009）     | 小敏的朋友   | 客串 |
| 2010年 | 《武動青春》（Martial Spirit）                     | 武館大小姐   | 主角 |
| 2011年 | 《熱浪球愛戰》（Beach Spike）                      | Rachel       | 主角 |
| 2012年 | 《3D詭婚》（Dark Wedding）                         | 何小灵       | 主角 |
| 2013年 | 《4B青年之4樓B座》（4B Qing Nian Zhi 4 Lou B Zuo） |              | 客串 |
| 2014年 | 《37次想你》（You Forget All I Remember）          | 韩小悠       | 主角 |
| 2016年 | 《哥基王子》（Prince）                             |              | 客串 |
| 2016年 | 《诡订餐》（網絡電影）                             | 桂娘         |      |
| 2017年 | 《完美有多美》                                     | Lisa         |      |
| 2021年 | 《齊天大聖·無雙》（網絡電影）                      | 雀靈兒       | 主角 |
| 2023年 | 《姐，你好》（網絡電影）                           |              |      |
| 待播   | 《迷案》                                           |              |      |

### 配音
- 《露寶治的世界》（2005）

### 網劇
- Now.com現在音樂網劇《藍罐最痛》（2002年）
- Now.com連續劇《百分百感覺冬日戀曲》（第三集「我的兄弟姐妹」）（2003年）
- Now.com迷你音樂大片《四曲奇談》（2003年）
- Sony PS3網劇《夏之盛放》（2009年）

### 網絡電影
- 台灣網絡電影《傻傻愛》 飾 阿穎（2009年）

### 演唱會／音樂會
個人
- 「安信 x 傅穎 音樂會」（2009年2月22日）

Cookies
- 「加州紅903 11團火音樂會」（2004年8月30日）

其他
- 「側田One Good Show 2006」（2006年3月26日）
- 「中原電器 x NOKIA Cross Fever 音樂會」（2006年4月8日）
- 「芝華士醇音樂會」（2007年3月17日）
- 「金牌大風澳門威尼斯人演唱會 2009」（2009年3月14日）

### 音樂錄影帶
| 年份 | 歌曲                 | 歌手                         | 音樂錄影帶版本       |
| ---- | -------------------- | ---------------------------- | -------------------- |
| 2002 | 心急人上             | Cookies                      | 官方版、無線電視版本 |
| 2002 | 紅組加油             | Cookies                      | 官方版、無線電視版本 |
| 2002 | Forever Friends      | Cookies                      | 官方版、無線電視版本 |
| 2002 | 宇宙最強             | Cookies                      | 官方版、無線電視版本 |
| 2002 | 曲奇聖誕歌           | Cookies                      | 官方版、無線電視版本 |
| 2002 | 最後一塊             | Cookies                      | 官方版               |
| 2002 | 曲奇賀年歌           | Cookies                      | 無線電視版本         |
| 2002 | 一一                 | Shine                        | 官方版               |
| 2002 | 半個海洋             | B.A.D                        | 官方版               |
| 2002 | 十分K                | Double.R                     | 官方版               |
| 2003 | 一擊即中             | Cookies                      | 官方版、無線電視版本 |
| 2003 | 貪你可愛             | Cookies                      | 官方版               |
| 2003 | 他不准我哭           | Cookies                      | 官方版               |
| 2003 | 不是校花             | Cookies                      | 官方版               |
| 2003 | 我未驚過             | Cookies                      | 官方版               |
| 2003 | 綁架心上人           | Cookies                      | 官方版               |
| 2003 | 世界之大             | Cookies 方力申 鄧健泓 李彩樺 | 官方版               |
| 2003 | 曼谷瑪利亞           | Shine                        | 官方版               |
| 2004 | 大家歸瘦             | Cookies                      | 官方版、無線電視版本 |
| 2004 | 親朋勿友             | Cookies                      | 官方版、無線電視版本 |
| 2004 | 眼淺                 | Cookies                      | 官方版               |
| 2004 | Wonderful Life       | Cookies                      | 無線電視版本         |
| 2004 | 派對動物             | Cookies                      | 官方版、無線電視版本 |
| 2004 | 他想來               | Cookies                      | 官方版               |
| 2004 | 貪心                 | Cookies                      | 官方版               |
| 2004 | 平凡明星             | Cookies                      | 官方版               |
| 2004 | 青蛙公主             | Cookies                      | 官方版               |
| 2004 | 不好笑               | 鄭中基                       | 無線電視版本         |
| 2004 | 04祝福你             | 群星                         | 官方版               |
| 2005 | 冷靜熱情之間         | Cookies 方力申               | 官方版               |
| 2005 | 自欺欺人             | 傅穎 方力申                  | 官方版、無線電視版本 |
| 2007 | 今日：晴             | 傅穎                         | 官方版               |
| 2007 | 不能哭了             | 傅穎                         | 官方版               |
| 2007 | 時間囊               | 傅穎                         | 官方版               |
| 2007 | 你是灰色的           | 傅穎                         | 官方版               |
| 2007 | My Cup Of Tea        | 傅穎                         | 官方版               |
| 2007 | 身體語言             | 傅穎                         | 官方版、無線電視版本 |
| 2007 | 愛你愛你愛你         | 胡清藍                       | 官方版               |
| 2007 | 自作聰明             | 梁漢文                       | 無線電視版本         |
| 2008 | 悲劇女孩 !?          | 傅穎                         | 官方版               |
| 2008 | 誰羨慕像我這樣強的人 | 傅穎                         | 官方版、無線電視版本 |
| 2008 | Smiling              | 傅穎                         | 官方版               |
| 2008 | 愛敵人               | 傅穎 傅珮嘉 李漢@Ping Pung   | 官方版               |
| 2008 | 紅顏知己             | 蘇永康                       | 官方版               |
| 2008 | 婚誡                 | 蘇永康                       | 官方版               |
| 2009 | 第一顆流星           | 傅穎                         | 官方版               |
| 2009 | 花吃了這女孩         | 傅穎                         | 官方版、無線電視版本 |
| 2009 | 畫紙上的戒指         | 傅穎 小肥                    | 官方版               |
| 2009 | 紅葉                 | 小肥                         | 官方版               |
| 2009 | 六月十三             | 小肥                         | 官方版               |
| 2010 | 加加夫人             | 傅穎                         | 官方版（雙版本）     |
| 2010 | 黑房                 | 傅穎                         | 官方版               |
| 2010 | 無敵                 | 傅穎                         | 官方版               |
| 2012 | 北鼻麻吉             | 群星                         | 官方版               |
| 2015 | OKOK                 | 傅穎 林琳                    | 官方版               |
| 2016 | 最好是你             | 傅穎                         | 官方版               |
| 2016 | 最近好嗎             | 傅穎                         | 官方版               |
| 2020 | 我和你的如果         | 傅穎                         | 官方版               |
| 2021 | 寫給無情人的情書     | 傅穎                         | 官方版               |
| 2021 | 後來的你我           | 傅穎                         | 官方版               |
| 2021 | 根本故事都跟我無關   | 傅穎                         | 官方版               |

### 舞台劇
- 903森美小儀 歌劇團 《Big Nose》（2006年）
- 森美金牌司儀 The Show Must Go Wrong（2008年）

### 主持
- 2006年度SINA Music樂壇民意指數頒獎禮 （2007年）

## 創作

### 書籍
- 甜蜜蜜（2006年12月29日） 閃亮第二版 （2007年7月18日）
- T with Sunshine（2007年7月18日）
- Life is beautiful（2007年7月18日）
- 我會快樂的（2009年7月22日）
- 如果你是我（2010年7月21日）
- A Time To Love（2011年7月20日）
- Life is like a Ferris Wheel - 「在摩天輪上」（2012年7月18日）
- 比莎妹妹 Love me little Love me long（2013年7月17日）
- 向上生長·長成自己喜歡的模樣（2016）

### 設計
- My Cup of T  限量版 Theresa x Capdase NDSL 水晶保護盒（2007年）
- Another F.C.K 環保Tee（2007年）
- MSN Live Messenger「T with MSN」 （2008年）
- 中女你最強（傅娜 著）（2009年）
- Sunglass Hut 環保袋（2009年）
- Cosmopolitan 25th Anniversary ChariTee（2009年）
- T's Family Fans Club T-SHIRTS （2010年）
- HTC x 傅穎別注Tote Bag 加 Tee套裝（2010年）
- 願望成真基金 開心足球（2010年）
- 自家公仔 Pigsa figure（2011年）
- 自家設計 "Theresa" 戒指（2016年）
- 自家公仔 Pigsa & Dreamy figure（2016年）
- 自家T-shirt（2016年）
- 自家衛衣（2021年）

## 寫真集

### Cookies
- Delicious Cookies寫真集（2002年）

### 個人發展
- Gracious @ Smiling Theresa （2008年7月）
- Sensuous @ Smiling Theresa （2008年7月）
- 這一刻 The Moment（只於國內發售）（2009年8月）
- About Her（2010年7月）

## 其他
Model (catwalk show)
- 2003 香港時裝節 香港 會展
- 2004 Swatch 廣州 天河城
- 2005 Swatch 香港 IFC
- 2005 Wrangler Y Generation派對 香港 Volar
- 2007 Esprit 春夏時裝展 香港 APM
- 2007 魔盜王終極之戰時裝花生騷 香港
- 2007 高登眼鏡 香港 時代廣場
- 2008 中秋雲裳‧亮起來 香港 德福廣場
- 2008 Elegant Me 亮麗舞會 香港 葵芳新都會廣埸
- 2009 萬聖節鬼魅新娘 Fashion Show 香港 西九龍中心
- 2010 一田潮Tee驛FashionShow 香港 沙田新城市廣場
- 2010 80後交換時尚潮 時裝匯演 香港 鑽石山荷里活廣場

## 所獲獎項
2002年
- 加洲紅熱點紅 - 人材濟濟新人
- e*plus樂壇新人巡禮 - 樂壇大曬新組合銀獎
- PM新勢力頒獎禮 - No. 1人氣女子組合
- PM第一屆夏日人氣頒獎禮 - 最具人氣女子組合
- 2002年十大勁歌金曲頒獎禮 - 最受歡迎新人組合銅獎
- 2002年勁歌金曲第三季季選 - 新星試打三屆台主
- 2002年新城勁爆頒獎禮 - 勁爆新登場組合銀獎
- 第二十五屆十大中文金曲頒獎禮 - 最有前途新人組合銀獎
- IFPI香港唱片銷量大獎頒獎禮2002 - 全年最高銷量新組合
- 2002年度叱咤樂壇流行榜頒獎典禮 - 叱吒樂壇生力軍組合銅獎

2003年
- 雪碧中國原創音樂流行榜 - 網絡人氣組合
- PM第二屆夏日人氣頒獎典禮 - 青春人氣女子組合
- RoadShowMV直選2003 - 《一擊即中》
- 2003年度十大勁歌金曲 - 最受歡迎廣告歌曲大獎銀獎《貪你可愛》
- 2003年勁歌金曲第三季季選 - 手機網絡人氣女歌手
- 2003年度兒歌金曲開心嘉年華 - 十大兒歌金曲《Forever Friends》
- 2003年度兒歌金曲開心嘉年華 - 十大兒歌金曲銅獎《Forever Friends》
- 2003年新城勁爆頒獎禮 - 新城勁爆組合

2004年
- PM第三屆樂壇頒獎典禮 - 實力人氣女子組合
- PM第三屆夏日人氣頒獎典禮 - PM奪標歌曲《眼淺》
- 四台聯頒音樂大獎2004 - 《派對動物》
- 2004年新城勁爆頒獎禮 - 新城勁爆跳舞歌曲《派對動物》
- 2004年新城勁爆頒獎禮 - 新城勁爆組合
- 2004兒歌金曲頒獎典禮 - 十大兒歌金曲《Wonderful Life》
- 2004兒歌金曲頒獎典禮 - 兒歌金曲銀獎《Wonderful Life》
- 2004年度十大勁歌金曲頒獎典禮 - 最受歡迎組合獎銀獎

2005年
- 廣州電台金曲金榜頒獎禮 - 最佳合唱歌曲《自欺欺人》
- Friday大專生熱愛歌手選 - 大專生最熱愛唱KTV《自欺欺人》
- Friday大專生熱愛歌手選 - 大專生熱愛情歌《自欺欺人》
- 2005年度YAHOO!搜尋人氣大獎 - 人氣歌曲獎《自欺欺人》
- 2005年新城勁爆頒獎禮 - 勁爆合唱歌曲《自欺欺人》
- 雪碧中國原創音樂流行榜 - 最佳合唱歌曲《自欺欺人》

2007年
- 2007年度YAHOO!搜尋人氣大獎 - 最高人氣星之Blog
- 雪碧中國原創音樂流行榜 - 香港地區飛躍歌手獎
- 第5屆「勁歌王」全球華人樂壇音樂盛典 - 飛躍歌手
- IFPI香港唱片銷量大獎頒獎禮2007 - 最暢銷本地女新人獎

2008年
- PM第七屆樂壇頒獎禮 - 感性人氣女歌手
- 2008年度YAHOO!搜尋人氣大獎 - 最高人氣星之Blog
- 健康第壹大獎2008頒獎禮 - 十大健康之星

2009年
- PM人氣之星頒獎禮2009 - PM年度人氣女星大獎
- 2009年度YAHOO!搜尋人氣大獎 - 最高人氣星之Blog
- HOTTEST BRAND AWARD 2009頒獎典禮 - 傑出大獎
- 第3屆〈Yes!〉 Idol 2009全港偶像總選 - 2009〈Yes!〉最冧女Idol
- 第3屆〈Yes!〉 Idol 2009全港偶像總選 - 2009〈Yes!〉Idol

2010年
- 第七屆勁歌王全球華人樂壇頒獎典禮 - 最佳跳舞歌曲《加加夫人》
- 第七屆勁歌王全球華人樂壇頒獎典禮 - 港台人氣歌手

2015年
- 2015音樂先鋒榜 - 年度最受歡迎對唱歌曲獎

## 外部連結
- 傅寶誼的Facebook專頁
- 傅寶誼的Instagram帳戶
- 傅寶誼的新浪微博
- 傅穎@google-site （页面存档备份，存于）
- 傅寶誼的小紅書